# (613) Ginevra
(613) Ginevra – planetoida z pasa głównego asteroid okrążająca Słońce w ciągu 4 lat i 362 dni w średniej odległości 2,92 j.a. Została odkryta 11 października 1906 roku w Landessternwarte Heidelberg-Königstuhl w Heidelbergu przez Augusta Kopffa. Nazwa planetoidy pochodzi najprawdopodobniej od Ginewry, pięknej żony króla Artura. Przed jej nadaniem planetoida nosiła oznaczenie tymczasowe (613) 1906 VP.